# Кобяк, Георгий Георгиевич
Гео́ргий Гео́ргиевич Ко́бяк (26 июня 1901 — 15 сентября 1983) — декан фармацевтического факультета Пермского мединститута (1931–1932), создатель и заведующий кафедрой аналитической химии Пермского университета (1932–1968); специалист по пермским минеральным водам и по переработке пермских медистых песчаников, создатель прибора для безбюреточного титрования, один из организаторов крупнейшего в Пермском крае бальнеологического курорта «Усть-Качка».

## Биография
Родился в Перми. Его отец Г. К. Кобяк был известным изобретателем, получившим несколько патентов. Он прославился изобретением так называемой электролитной воды, значительно ускоряющей заживление ран. Гостями семьи Кобяков являлись знаменитые люди России, например, сосланный в Пермь младший брат последнего российского императора Михаил Александрович Романов, а также Григорий Распутин: «электролитная вода» была ему нужна для лечения цесаревича Алексея.
В 1919 году он призван в РККА, и в составе 51-й Московской дивизии он отправляется на борьбу с Врангелем. С армией С. Будённого Георгий участвовал в Крымском походе, переходил Сиваш, участвовал во взятии Перекопа. Вместе со своей частью он был захвачен в плен войсками Махно, однако вскоре был освобожден 7-й Кубанской дивизией.
В 1922 году поступил на химико-фармацевтическое отделение Пермского университета, которое окончил в 1927 году. Ещё до окончания университета в 1927 году он публикует свою первую работу, которая была напечатана в «Вестнике фармации». Учёбу совмещал с работой препаратора, лаборанта. После окончания университета остается работать на кафедре фармацевтической химии в должности ассистента.
С 1930 по сентябрь 1931 — научный сотрудник первого разряда Пермского БиоНИИ. Участвует в исследованиях курорта «Озеро Горькое».
1931–1932 — декан фармацевтического факультета Пермского мединститута.
В 1932 году по инициативе Г. Г. Кобяка создается кафедра аналитической химии (у истоков которой стоял второй ректор Пермского университета Н. В. Култашев). Он был бессменным её руководителем 35 лет, вплоть до 1967 года, передав управление В. П. Живописцеву (который через три года также стал ректором ПГУ).
В 1951 году Г. Г. Кобяк защитил кандидатскую диссертацию на тему «Исследование химического и фазового состава пермских медистых песчаников и разработка способа промышленного извлечения из них меди».

## Научные интересы
Будучи химиком-аналитиком, в совершенстве владеющим классическими методами анализа, прекрасным экспериментатором, Г. Г. Кобяк занимался серьезными научными исследованиями. Ему принадлежит более 60 работ.
Круг научных интересов ученого весьма многообразен. Ещё в 1934 году Г. Г. Кобяк исследовал минеральные воды Пермской области и доказал исключительную ценность в бальнеологическом отношении сероводородных источников. Его по праву называют одним из создателей курорта «Усть-Качка». Уже в том же 1934 году И. В. Сталину была направлена докладная записка, в которой говорилось о необходимости использования уникального источника с целью создания курорта мирового значения. Годом позже он написал в областной газете "Звезда":

Обнаруженный лабораторией аналитической химии ПГУ исключительно ценный химический солевой состав краснокамской воды в бальнеологическом отношении, в сочетании с огромным количеством (от 900 до 1000 миллиграмм на литр) общего сероводорода, позволили нашей лаборатории уже на основании предварительного химического анализа воды настойчиво поставить весьма актуальный не только для Урала, но и всего нашего Союза вопрос перед городским советом и местной медицинской общественностью об использовании краснокамских вод для лечебных целей. Мы получаем возможность развернуть на такой прекрасной водной артерии, как река Кама, новую «Уральскую Мацесту», которая, по нашему мнению, оставит далеко позади пользующуюся мировой известностью Мацесту на берету Чёрного моря.

Во время Великой Отечественной войны Г. Г. Кобяк изучил возможности открытия производства химико-фармацевтических препаратов в Березниках и Соликамске и пришёл к выводу, что в данных городах можно организовать промышленность по выпуску таких препаратов в ассортименте до 400 наименований. Кроме того, он занимался изготовлением защитных красок для маскировки, проводил опыты с огнеупорными глинами.
Г. Г. Кобяк решил очень важную проблему переработки медистых песчаников, предложив новую технологию извлечения меди.
По результатам исследований в 1951 г. им была защищена диссертация на соискание ученой степени кандидата химических наук. Следующий этап его научной деятельности — разработка метода безбюреточного титрования. Под руководством Г. Г. Кобяка сконструирован прибор для безбюреточного метода титрования, демонстрировавшийся на ВДНХ СССР, а позже — фотоэлектрический титратор, на создание которого им получено авторское свидетельство.
В 1965 г. Г. Г. Кобяку присвоено звание профессора.

## Избранные публикации
- Кобяк Г. Г. Ещё о краснокамских водах // Звезда. 15 мая 1935.
- Кобяк Г. Г. К вопросу о составе нафтеновых кислот в уральской нефти. (1932).
- Кобяк Г. Г. Изучение курорта «Озеро Горькое» (1933).
- Кобяк Г. Г. К характеристике вод подземных озёр (1941).
- Кобяк Г. Г. К вопросу получения минеральных красок защитного цвета из земляных красок Молотовской области (1941).
- Кобяк. Г. Г. К проблеме развития в Молотовской области тонкой химической промышленности (1942).

## Награды
В 1953 году за заслуги в научно-исследовательской и преподавательской деятельности Г. Г. Кобяк был награждён орденом Ленина. Впоследствии он был награждён ещё 4 медалями.
 

## Память
10 октября 2001 г. на здании второго корпуса Пермского университета была установлена мемориальная доска в ознаменование 100-летия со дня рождения Г. Г. Кобяка.